# Pięknoróg językowaty

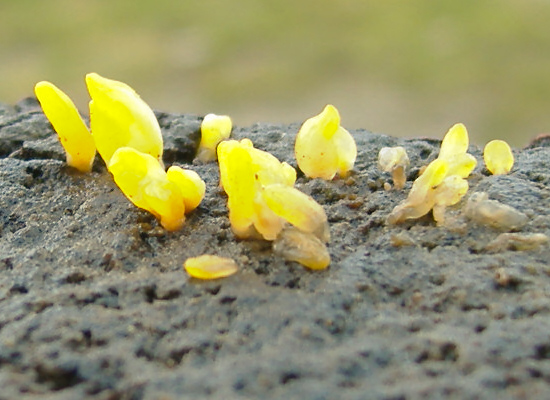

Pięknoróg językowaty (Calocera glossoides  (Pers.) Fr.) – gatunek grzybów z rodziny łzawnikowatych (Dacrymycetaceae).

## Systematyka i nazewnictwo
Pozycja w klasyfikacji według Index Fungorum: Calocera, Dacrymycetaceae, Dacrymycetales, Incertae sedis, Dacrymycetes, Agaricomycotina, Basidiomycota, Fungi.
Takson ten po raz pierwszy opisany został w 1797 r. przez Ch.H. Persoona jako Clavaria glossoides, do rodzaju Calocera przeniósł go E. Fries w 1827 r. Synonimy nazwy naukowej:

- Calocera glossoides (Pers.) Fr. 1827, var. glossoides
- Calocera glossoides var. spathulata Berk.
- Clavaria glossoides Pers. 1797
- Dacrymyces pusilla (Tul. & C. Tul.) Lapl. 1894
- Dacryomitra glossoides (Pers.) Bref. 1888
- Dacryomitra pusilla Tul. & C. Tul. 1872
- Tremella glossoides (Pers.) Pers. 1822

Nazwę polską nadał Władysław Wojewoda w 2003 r.

## Morfologia
Owocnik
W postaci nierozgałęzionej, prostej, rozszerzonej pałeczki o tępym końcu. Często ma językowaty, maczugowaty lub stożkowaty kształt, czasami jest podłużnie pomarszczony. Posiada krótki trzon, który po wysuszeniu staje się brązowo-czarniawy. Wysokość 3–10 mm, grubość około 1 mm. Powierzchnia naga, gładka, barwy od żółtej do żółtopomarańczowej. W czasie wilgotnej pogody jest lepki. Owocniki często występują gromadnie. Trzon jest płonny, pozostała część owocnika pokryta płodną warstwą hymenium.
Cechy mikroskopowe
Zarodniki w kształcie kiełbaski, eliptyczne lub wąskocylindryczne, białe, gładkie. Rozmiar: 12–14(17) × 3–5 μm. Dojrzałe posiadają 3 przegrody. Strzępki bez sprzążek, ich wewnętrzna warstwa w owocniku jest zbita, zewnętrzna luźniejsza.
Gatunki podobn
W Polsce są 4 gatunki pięknorogów, wszystkie mają takie samo ubarwienie, ale różnią się morfologicznie. Pięknoróg dwuprzegrodowy (Calocera furcata) ma zarodniki z 1-3 przegrodami i jest zwykle widlasto rozgałęziony. Pospolity pięknoróg największy (Calocera viscosa) występuje na martwym drewnie drzew iglastych i jest łatwy do odróżnienia – jest większy i krzaczasto rozgałęziony. Pięknoróg szydłowaty (Calocera cornea) jest mały, nierozgałęziony, ale zazwyczaj węższy i dłuższy od pięknoroga językowatego i ma ostro zakończone szczyty.

## Występowanie i siedlisko
Potwierdzono występowanie tego gatunku w Ameryce Północnej, Europie i Australii. Jest rzadki. Owocniki pojawiają się późną jesienią i na początku zimy.
Grzyb saprotroficzny rosnący na martwych gałęziach i pniach dębów, ale także klonów i buków. Grzyb niejadalny, powodujący białą zgniliznę drewna.